# Церковь Покрова Пресвятой Богородицы (Зелёная Слобода)
Церковь Покрова Пресвятой Богородицы — приходской храм Коломенской епархии Русской православной церкви в селе Зелёная Слобода Раменского городского округа Московской области, построенный в 1784 году. Здание храма является объектом культурного наследия и находится под охраной государства. В настоящее время храм действует, ведутся богослужения.

## История строительства храма

Основное здание храма

Село Зелёная Слобода расположилось в Раменском районе Московской области, к юго-востоку от устья реки Пахры, недалеко от дороги, имеющей выход на Рязанское шоссе. Первые письменные свидетельства о селе относятся к XVII веку. В 1628 году населённый пункт назывался Новой Слободой, и в нём была размещена деревянная церковь Покрова Пресвятой Богородицы. До 1729 года сподвижник Петра I князь А. Д. Меншиков владел селом Зелёная Слобода, после ссылки знатного дворянина земли перешли к дворцовому ведомству.
Каменный пятиглавый храм Покрова Пресвятой Богородицы был возведён в 1784 году в стиле московского барокко на месте ветхой деревянной церкви. Здание нового строения с трапезной и шатровой колокольней подчёркивает в себе лучшие формы зодчества XVII века. Стены храма облицованы блоками белого пористого известняка. Цоколь строения образуют три ряда белокаменных плит, а детали белокаменной колокольни сохранились полностью до наших дней. Краснокирпичные крылья здания украшены белокаменными колонками и пилястрами. Луковицы на пяти куполах церкви оригинальны и сложены из мелких, аккуратно подогнанных блоков мячковского известняка, образующих правильной формы каменные шары. Ограда обнесена вокруг церкви и колокольни. 14 белокаменных саркофагов XIX века размещённых на церковном кладбище также изготовлены из мячковского известняка.
В 1891 году по инициативе отца Иоанна Успенского, служителя этой церкви, в Зеленой Слободе открылась церковно-приходская школа. В 1893 году на пожертвования купца Никанора Яковлевича Бухарина началось строительство нового здания школы.
С 1961 по 1990 годы церковь была закрыта. В помещениях располагалось книгохранилище.
В сентябре 1990 года храм был возвращён верующим для проведения Богослужений. Проведены восстановительные работы.
Покровский храм является памятником архитектуры федерального значения на основании Постановления Совета Министров РСФСР № 624 от 4 декабря 1974 года.